# دامبیسا مویو
دامبیسا مویو (انگلیسی: Dambisa Moyo؛ زادهٔ ۲ فوریهٔ ۱۹۶۹) اقتصاددان، و نویسنده اهل زامبیا است. مویو از منتقدان جدی کمک‌های مالیِ اقتصادهای بزرگ به کشورهای فقیر است.
او در رشته‌های شیمی و مدیریت کسب‌وکار تحصیل، و دکترای اقتصاد خود را از دانشگاه آکسفورد دریافت کرده است. مویو تاکنون سه کتاب پرفروش نیویورک تایمز نوشته است که عبارتند از: کمک مرده: چرا کمک مالی فایده ندارد و راه بهتری که برای آفریقا وجود دارد (۲۰۰۹)، چگونه غرب بازنده شد: پنجاه سال حماقت اقتصادی و تصمیم‌های خشن پیش رو (۲۰۱۱)، و برندهٔ زیاده‌خواه: عطش چین برای منابع طبیعی و معنای آن برای جهان (۲۰۱۲).

## زندگی‌نامه

### آغاز زندگی و تحصیلات
دامبیسا مویو در ۱۹۶۹ میلادی در لوساکا، پایتخت زامبیا به دنیا آمد. او در دانشگاه زامبیا شیمی خواند و با دریافت بورس تحصیلی در دانشگاه امریکن در واشینگتن، دی.سی. ادامه تحصیل داد. مایو لیسانس شیمی خود را در ۱۹۹۱ از دانشگاه آمریکن، و یک ام‌بی‌ای در علوم دارایی در ۱۹۹۳ دریافت کرد. او مدرک کارشناسی ارشد در اداره امور عمومی را در ۱۹۹۷ میلادی از مدرسهٔ کندیدانشگاه هاروارد دریافت کرد. مویو در سال ۲۰۰۲ میلادی موفق به دریافت مدرک پی‌اچ‌دی اقتصاد از دانشکدهٔ سینت آنتونی دانشگاه آکسفورد گردید.

## کار

### بانک جهانی و گلدمن ساکس
مویو پس از دریافت مدرک کسب و کارش، از مه ۱۹۹۳ تا سپتامبر ۱۹۹۵ در بانک جهانی کار کرد. او یک مشاور در بخش اروپا و آسیای مرکزی و آفریقا بود و در نوشتن گزارش توسعهٔ سالانهٔ بانک جهانی همکاری کرد.
پس از دریافت مدرک کارشناسی ارشد و دکترا از هاروارد و آکسفورد، مویو به‌عنوان یک پژوهشگر اقتصاد و تدبیر‌اندیش در سال ۲۰۰۱ در گلدمن ساکس مشغول به کار شد. او تا نوامبر ۲۰۰۸ در آن شرکت مشغول به کار بود.

### عضویت در هیئت مدیره
پس از ترک ساکس، مویو در سال ۲۰۰۹ میلادی به هیئت مدیرهٔ سبمیلر پیوست. او به تمامی فعالیت‌های مرتبط با پایایی و مسئولیت اجتماعی شرکت نظارت دارد. مویو همچنین به عضویت هیئت مدیرهٔ چندین شرکت دیگر نیز درآمده است که عبارتند از: بارکلیز از ۲۰۰۹، بریک گولد از ۲۰۱۱، سیگیت از ۲۰۱۵.
مویو سابقاً عضو هیئت مدیرهٔ شرکت خیریهٔ لوندین پترولیوم برای آفریقا بودن است.

### سخنرانی‌ها و مقاله‌ها
مویو به‌طور مرتب در نشست‌ها و کنفرانس‌های اقتصادی و مالی و جای‌های عمومی در سر‌تا‌سر جهان به سخنرانی می‌پردازد؛ که برخی از آن‌ها عبارتند از: تد، بی‌بی‌سی، گفتگوی صریح و همچنین شبکه‌هایی چون سی‌ان‌بی‌سی، سی‌ان‌ان، بلومبرگ تلویژن، بی‌بی‌سی، و شبکه فاکس بیزنس.
برخی از مقاله‌های مویو عبارتند از:
- «فراخوانی ضد خود‌خوشنودی»، ست گودین (۹ مارس ۲۰۱۱)
- «کمبود منابع واقعی است»، تایم (۸ ژوئن ۲۰۱۲)
- «پکن، یک مزیت برای آفریقا»، نیویورک تایمز (۲۲ ژوئن ۲۰۱۲)
- «برای کشورهای فقیر، چین یک الگو است»، وال‌استریت جورنال (۱۹ سپتامبر ۲۰۱۴)
- «وظیفهٔ کیست که دورهٔ فناوری کار آفرینی کند؟»، فایننشیال تایمز (۱۲ ژوئن ۲۰۱۵)

## جایزه‌ها و افتخارات
- مجمع جهانی اقتصاد رهبر جوان جهان (۲۰۰۹)
- تایم ۱۰۰ (۲۰۰۹)
- اپرا وینفری نخستین فهرست قدرت (۲۰۰۹)
- فریدریش آوگوست فون هایک جایزهٔ یک عمر دستاورد (۲۰۱۳)
- جی‌کیو جایزهٔ نبوغ ویرایشگران: فهرست ۱۰۰ زن متصل (۲۰۱۳)

## زندگی شخصی
مویو در نیویورک زندگی می‌کند. او یک دونده است و در دوهای ماراتن و نیمه‌ماراتن شرکت می‌کند. او به‌طور مرتب برای ملاقات‌های هیئت مدیره سفر می‌کند.